# جيمس باومان
جيمس باومان (بالإنجليزية: James Baumann)‏ هو سياسي أمريكي، ولد في 2 مايو 1931. حزبياً، نشط في الحزب الديمقراطي. وقد انتخب عضو مجلس نواب أوهايو.